# Motörhead (album)
Motörhead is het zelfbenoemde debuutalbum van de Britse rockband Motörhead. Het werd op 21 augustus 1977 door Chiswick Records uitgegeven. Motörhead wordt gezien als het debuutalbum van de band, alhoewel er in 1975 al een album was opgenomen voor United Artists. Motörhead is het eerste album van de band waarin Lemmy Kilmister, Phil Taylor en Eddie Clarke samen spelen. Deze samenstelling zou later bekend komen te staan als het klassieke Motörhead-trio. Het album werd opgenomen in de Escape Studios in Egerton.

## Muziek
| Nr. | Titel                   | Duur |
| --- | ----------------------- | ---- |
| 1.  | Motörhead               | 3:13 |
| 2.  | Vibrator                | 3:39 |
| 3.  | Lost Johnny             | 4:15 |
| 4.  | Iron Horse/Born to Lose | 5:21 |

| Nr. | Titel               | Duur |
| --- | ------------------- | ---- |
| 1.  | White Line Fever    | 2:38 |
| 2.  | Keep Us on the Road | 5:57 |
| 3.  | The Watcher         | 4:30 |
| 4.  | Train Kept A-Rollin | 3:19 |

| Nr. | Titel                          | Duur |
| --- | ------------------------------ | ---- |
| 9.  | City Kids                      | 3:24 |
| 10. | Beer Drinkers and Hell Raisers | 3:27 |
| 11. | On Parole                      | 5:57 |
| 12. | Instro                         | 2:27 |
| 13. | I’m Your Witchdoctor           | 2:58 |

## Personeel

### Motörhead
- Lemmy Kilmister - zang, basgitaar
- "Fast" Eddie Clarke – gitaar, achtergrondzang, mede eerste zang op "Beer Drinkers and Hell Raisers" en "I'm Your Witch Doctor")
- Phil "Philthy Animal" Taylor – drumstel

### Productie
- John "Speedy" Keen – producer
- John Burns – technicus
- Adam Skeaping – mastering
- Motörhead – uitvoerende producenten
- Joe Petagno – albumcover & snaggletooth (het logo van de band)
- Motorcycle Irene en Lensy – fotografie

## Albumlijst
| Chart           | Hoogste positie |
| --------------- | --------------- |
| UK Albums Chart | 43 (5 weken)    |